# AGS寒天培地
AGS寒天培地（エージーエスかんてんばいち、Arginine Glycerin Salt Agar）とは、一般的に放線菌の選択培地として用いられる寒天培地の1つである。大部分の放線菌がこの培地を用いて分離できる。この培地で形成されるコロニーは、放射状で触れると硬いことが特徴である.
組成の1例（1L中）
| L-アルギニン酸塩                       | 1.0g   |
| グリセリン                             | 12.5g  |
| リン酸水素二カリウム                   | 1.0g   |
| 塩化ナトリウム                         | 1.0g   |
| 硫酸マグネシウム七水和物（エプソム塩） | 0.5g   |
| 三硫酸二鉄（Ⅱ）六水和物                | 0.01g  |
| 硫酸銅五水和物                         | 0.001g |
| 硫酸亜鉛七水化物                       | 0.001g |
| 硫酸マンガン四水和物                   | 0.001g |
| 寒天                                   | 15.0g  |
| pH                                     | 7.0    |